# FileVault
FileVault is een voorziening in het computerbesturingssysteem macOS waarmee gegevens in de thuismap kunnen worden beveiligd door versleuteling.
FileVault is te activeren per gebruiker. Wanneer een gebruiker ervoor kiest FileVault aan te zetten, wordt de inhoud van diens homedirectory in een versleutelde schijfkopie gezet. Het wachtwoord om toegang te krijgen op de versleutelde schijfkopie is het wachtwoord waarmee wordt ingelogd op het account.
Wanneer de gebruiker zich aanmeldt wordt de versleutelde schijfkopie geopend en als thuismap gebruikt. Voor programma's is dit volledig transparant; voor lezen en schrijven in de homedirectory is niets bijzonders nodig.
De voorziening maakt gebruik van de nieuwste coderingsstandaard die door de Amerikaanse overheid is goedgekeurd: AES-256 (Advanced Encryption Standard met 256-bits-sleutels).